# Fernando Carranza
Fernando Carranza (ur. 25 stycznia 1992) – argentyński  zapaśnik walczący w obu stylach. Zajął dziewiąte miejsce na igrzyskach panamerykańskich i piąte na mistrzostwach panamerykańskich w 2011. Piąty na igrzyskach Ameryki Płd. w 2014. Brązowy medalista mistrzostw Ameryki Południowej w 2012 roku.